# شهرستان مونرو (آلاباما)
شهرستان مونرو، آلاباما (به انگلیسی: Monroe County, Alabama) شهرستانی در ایالات متحده آمریکا است که در آلاباما واقع شده‌است.

## خصوصیات
شهرستان مونرو ۲٬۶۷۸٫۰۶ کیلومترمربع مساحت دارد.